# Parireja
Parireja is een bestuurslaag in het regentschap Brebes van de provincie Midden-Java, Indonesië. Parireja telt 5175 inwoners (volkstelling 2010).